# 류샤오광
류샤오광(중국어 간체자: 刘小光, 정체자: 劉小光, 병음: Liú xiǎoguāng, 한자음: 유소광, 1960년 3월 20일 ~ )은 중국 허난성 카이펑시 출신의 중국기원 소속 바둑 기사이다.

## 경력
- 전국개인전 2회 우승(1980,1990), 1회 준우승(1988)
- 천원전 4회 우승(1988, 1989, 1990, 1993), 4회 준우승(1991, 1994, 1996, 1999)
- 명인전 우승(1988), 4회 준우승(1989, 1995, 1996, 1998)
- CCTV배 준우승(1990)
- 중일 천원전 우승(1993), 3회 준우승(1988, 1989, 1990)